# Gran Premio Merano
Il Gran Premio Merano (ted. Großer Preis von Meran) è una corsa ippica ad ostacoli (steeplechase) di Gruppo 1 per cavalli di 4 anni e più. Si tiene ogni settembre, dal 1935, all'ippodromo di Maia a Merano.

## Storia
Le scuderie francesi e ceche hanno riportato, negli ultimi anni, il maggior numero di successi.
Ad oggi, il gran premio ha una certa rilevanza, in quanto viene menzionato spesso in giornali a diffusione provinciale, regionale e talvolta anche nazionale.

## Percorso
Si corre in un percorso ad otto su una distanza di 5.000 metri e 24 ostacoli di varia natura.

## Premi
La borsa nel 2018 è stata di 250000 €.

## Pubblico
La partecipazione di pubblico varia dai 12.000 ai 13.000 spettatori.